# 澜沧卷柏
澜沧卷柏（学名：Selaginella davidii ssp. gebaueriana）为卷柏科卷柏属下的一个亚种。

## 扩展阅读
- 維基物種上的相關：澜沧卷柏